# الدرادو (تگزاس)
الدرادو، تگزاس(به انگلیسی: Eldorado, Texas) شهری در ایالت تگزاس از ایالات جنوبی ایالات متحده آمریکا است. در سرشماری سال ۲۰۰۰، جمعیت این شهر ۱۹۵۱ نفر اعلام شد.